# Staten Island Heights
Staten Island Heights är en kulle i Antarktis. Den ligger i Östantarktis. Nya Zeeland gör anspråk på området. Toppen på Staten Island Heights är 1 800 meter över havet.
Terrängen runt Staten Island Heights är kuperad åt sydväst, men åt nordost är den bergig. Trakten är obefolkad. Det finns inga samhällen i närheten. 